# 니시우라촌 (이시카와현)
니시우라촌(西浦村)은 이시카와현 하쿠이군에 설치되었던 촌이다.